# Odysia responsaria
Odysia responsaria là một loài bướm đêm trong họ Geometridae.